# The Powerpuff Girls: Relish Rampage
The Powerpuff Girls: Relish Rampage es un videojuego de acción y aventura desarrollado por VIS Entertainment y distribuido por BAM! Entertainment. Está basado en la serie animada The Powerpuff Girls de Cartoon Network. Fue lanzado para PlayStation 2 y posteriormente para Nintendo GameCube con jugabilidad adicional.

## Jugabilidad
El jugador controlará a las Powerpuff Girls (Blossom, Bubbles y Buttercup), volando por un entorno en 3D y resolviendo puzles, en un intento por detener la invasión de pepinillos del espacio exterior.

## Trama
Mojo Jojo quiere ganar las elecciones de la ciudad e inventa la «radio Mojo» para persuadir a la gente para que vote por él. Con ayuda de The Gangreen Grang, Mojo esparce ondas aéreas que hacen que las personas se comporten como primates y lo apoyen. El alcalde le informa a las chicas que Mojo se ha apoderado de las camionetas que contienen los votos y los pepinillos del alcalde. Las chicas se encargan de entregar las boletas y pepinillos de repuesto a la cabina electoral. A lo largo de múltiples niveles, deberán vencer a The Gangreen Gang y a Princess Morbucks mientras ayudan al profesor Utonium a volver a la gente a la normalidad.
Tras encontrar y derrotar a Mojo, Blossom le dice que él perdió la elección porque «no puede vencer a un pepinillo gratis». Luego, Mojo intenta obtener pepinillos gratis con su radio, llamando la atención de los Pickloids alienígenas, quienes invaden la ciudad. Mitch Mitchelson se convierte en su líder luego de comer uno. Las chicas protegen a los otros estudiantes, salvan a Mitch y se enfrentan a la invasión de los Pickloid, al igual que a Mojo y a Sedusa, quienes intentan aprovechar la invasión. Las chicas convencen a Mojo para que las ayude y construye un arma de rayos que destruye a la mayoría de los Pickloids.
Los Pickloids restantes secuestran al alcalde, al profesor y a otros ciudadanos, y las chicas se enfrentan a ellos en su nave nodriza para liberarlos. Los Pickloids renuncian a su invasión e intentan invadir otro planeta, pero son devorados por una rana alienígena.

## Recepción
IGN le dio al juego un 3.8 de 10, llamándolo «un mal uso de una buena licencia» y criticando los controles como «excesivamente defectuosos», las misiones como «extremadamente repetitivas», las peleas de jefes como «aburridas» y la longitud del juego como «demasiado corta». Sin embargo, elogió los diseños y las animaciones de las Powerpuff Girls y la apariencia «animada» de la ciudad. También dirigió su crítica hacia la animación limitada de los jefes.
La revista francesa Consoles Plus le dio un 50 % de aprobación, llamando a la producción y jugabilidad «desastrosas» y afirmando que los movimientos de la cámara «te darán ganas de vomitar».